# MacDonald Taylor (football, 1992)
Pour les articles homonymes, voir MacDonald Taylor et Taylor.
MacDonald Taylor, né le 22 mars 1992 à Sainte-Croix, est un footballeur international insulaire des Îles Vierges des États-Unis évoluant au poste de milieu défensif.
Il est le fils du footballeur, MacDonald Taylor.